# بياتريس مندوزا
بياتريس مندوزا (بالإسبانية: María Beatriz Mendoza Rivera)‏ هي منافسة ألعاب القوى إسبانية، ولدت في 18 نوفمبر 1975.